# Велвер
Велвер (њем. Welver) општина је у њемачкој савезној држави Северна Рајна-Вестфалија. Једно је од 14 општинских средишта округа Зоест. Према процјени из 2010. у општини је живјело 12.540 становника. Посједује регионалну шифру (AGS) 5974048.

## Географски и демографски подаци
Велвер се налази у савезној држави Северна Рајна-Вестфалија у округу Зоест. Општина се налази на надморској висини од 83 метра. Површина општине износи 85,8 km². У самом мјесту је, према процјени из 2010. године, живјело 12.540 становника. Просјечна густина становништва износи 146 становника/km².